# Bataille des Pyramides
Campagne d'Égypte
Batailles
Guerre de la Deuxième Coalition
- St George's Caye (navale) (09-1798)
- Nicopolis (10-1798)
- Corfou (11-1798)
- Copenhague (navale) (04-1801)
- Algésiras (navale) (06-1801)

Campagne de Hollande
- Callantsoog (08-1799)
- Vlieter (08-1799)
- Zyp (09-1799)
- Bergen (09-1799)
- Alkmaar (10-1799)
- Castricum (10-1799)

Campagne de Suisse
- Ostrach (03-1799)
- Feldkirch (03-1799)
- 1re Stockach (03-1799)
- Frauenfeld (05-1799)
- Winterthour (05-1799)
- 1re Zurich (06-1799)
- Schwytz (08-1799) (en)
- Amsteg (08-1799)
- Saint-Gothard (09-1799)
- 2e Zurich (09-1799)
- Linth (09-1799)
- Muten (10-1799) (ru)
- Engen (05-1800)
- 2e Stockach (05-1800)
- Moesskirch (05-1800)
- Biberach (05-1800)
- Erbach (05-1800)
- Höchstädt (06-1800)
- Ampfing (12-1800)
- Hohenlinden (12-1800)

Campagne d'Égypte
- Malte 1 (06-1798)
- Malte 2 (06-1798)
- Alexandrie (07-1798)
- Chebreiss (07-1798)
- Pyramides (07-1798)
- 1re Aboukir (08-1798)
- Salheyeh (08-1798)
- Malte 3 (09-1798)
- Sédiman (10-1798)
- Caire (10-1798)
- Samanouth (01-1799)
- El Arish (02-1799)
- Syène (02-1799)
- Jaffa (03-1799)
- Saint-Jean-d'Acre (03-1799)
- Mont-Thabor (04-1799)
- 2e Aboukir (07-1799)
- Damiette (11-1799)
- Héliopolis (03-1800)
- 3e Aboukir (03-1801)
- Mandora (03-1801)
- Canope (03-1801)
- Fort Jullien (04-1801)
- Le Caire (06-1801)
- Alexandrie (08-1801)

2e Campagne d'Italie
- Vérone (03-1799)
- Magnano (04-1799)
- Cassano (04-1799)
- Mantoue (04-1799)
- Bassignana (05-1799)
- 1re Marengo (05-1799) (en)
- Modène (06-1799) (en)
- Trebbia (06-1799)
- 2e Marengo (06-1799) (en)
- Novi 1 (08-1799)
- Rome (09-1799)
- Mannheim (09-1799) (en)
- Novi 2 (10-1799) (en)
- Genola (11-1799)
- Gênes (04-1800)
- Sassello (04-1800) (en)
- Fort Bard (05-1800)
- Verceil (05-1800)
- Turbigo (05-1800)
- Montebello (06-1800)
- 3e Marengo (06-1800)
- Pozzolo (12-1800)

La bataille des Pyramides a lieu le 21 juillet 1798 entre l'Armée française d'Orient commandée par Bonaparte et les forces mamelouks commandées par Mourad Bey, lors de la campagne d'Égypte.
Dans un souci de propagande, Bonaparte décide d'appeler cette victoire « bataille des Pyramides », nom plus glorieux que « bataille du Caire » ou « bataille d'Embabech » (où se trouvait l'emplacement du camp de Mourad Bey et où eurent lieu effectivement les combats), donnant ainsi à croire qu'elle s'était déroulée au pied même des célèbres monuments. C'est d'ailleurs ainsi que l'imaginaire collectif la représente souvent, notamment dans des tableaux. En réalité, les pyramides étaient seulement visibles de là où étaient les soldats.

## Préambule
Le 2 juillet 1798, Bonaparte arrive à Alexandrie puis prend sa marche vers Le Caire en passant par le désert. Le 13 juillet, un premier combat à Chebreiss se solde par une rapide défaite des mamelouks qui perdent 300 cavaliers. Ceux-ci se retirent alors vers Le Caire.
On informe Bonaparte que Mourad Bey l'y attend avec toutes ses forces réunies. Les mamelouks ont en effet décidé de livrer une bataille décisive sous les murs de leur capitale. Leur armée, rassemblée sur la rive gauche du Nil autour du village d'Embabeh près du plateau de Gizeh, est adossée au fleuve, couvrant ainsi Le Caire situé sur la rive droite. Mourad Bey est à la tête de plus de 10 000 cavaliers mamelouks, qui s'étendent dans la plaine entre le fleuve et les pyramides. Ceux-ci sont accompagnés de cavaliers arabes et 30 000 fellahs et janissaires disposés dans le village ou de rapides travaux de fortification ont été réalisés. Cinquante pièces d'artillerie sont placées dans un camp retranché à Embabech.

## Approche
L'armée française, qui a commencé sa marche de nuit, arrive au lever du jour face à l'ennemi. Les Mémoires du général Gourgaud, publiées en 1823, prêtent cette célèbre harangue à Bonaparte alors qu'il ne l'a jamais prononcée : « Soldats ! Vous êtes venus dans ces contrées pour les arracher à la barbarie, porter la civilisation dans l'Orient, et soustraire cette belle partie du monde au joug de l'Angleterre. Nous allons combattre. Songez que du haut de ces pyramides quarante siècles vous contemplent ». Comme à Chebreiss, l'armée française est composée de cinq divisions : Desaix et Reynier commandaient la droite, formée de deux divisions, Menou et Bon la gauche, également composée de deux divisions. Bonaparte est au centre avec la division Kléber commandée par Dugua en l'absence de ce général blessé à Alexandrie.
Bonaparte utilise alors la tactique la plus adaptée pour contrer les charges des cavaliers mamelouks : le carré d'infanterie.
Bonaparte fait mettre l'armée en carrés de 2 000 hommes décrits ainsi par Thiers.
« Chaque division formait un carré ; chaque carré était sur six rangs. 
Derrière étaient les compagnies de grenadiers en peloton, prêtes à renforcer les points d'attaque. 
L'artillerie était aux angles ; les bagages et les généraux au centre. 
Ces carrés étaient mouvants. 
Quand ils étaient en marche, deux côtés marchaient sur le flanc. 
Quand ils étaient chargés, ils devaient s'arrêter pour faire front sur toutes les faces. 
Puis, quand ils voulaient enlever une position, les premiers rangs devaient se détacher pour former des colonnes d'attaque, et les autres devaient rester en arrière formant toujours le carré, mais sur trois hommes de profondeur seulement, et prêts à recueillir les colonnes d'attaque. »

## Bataille

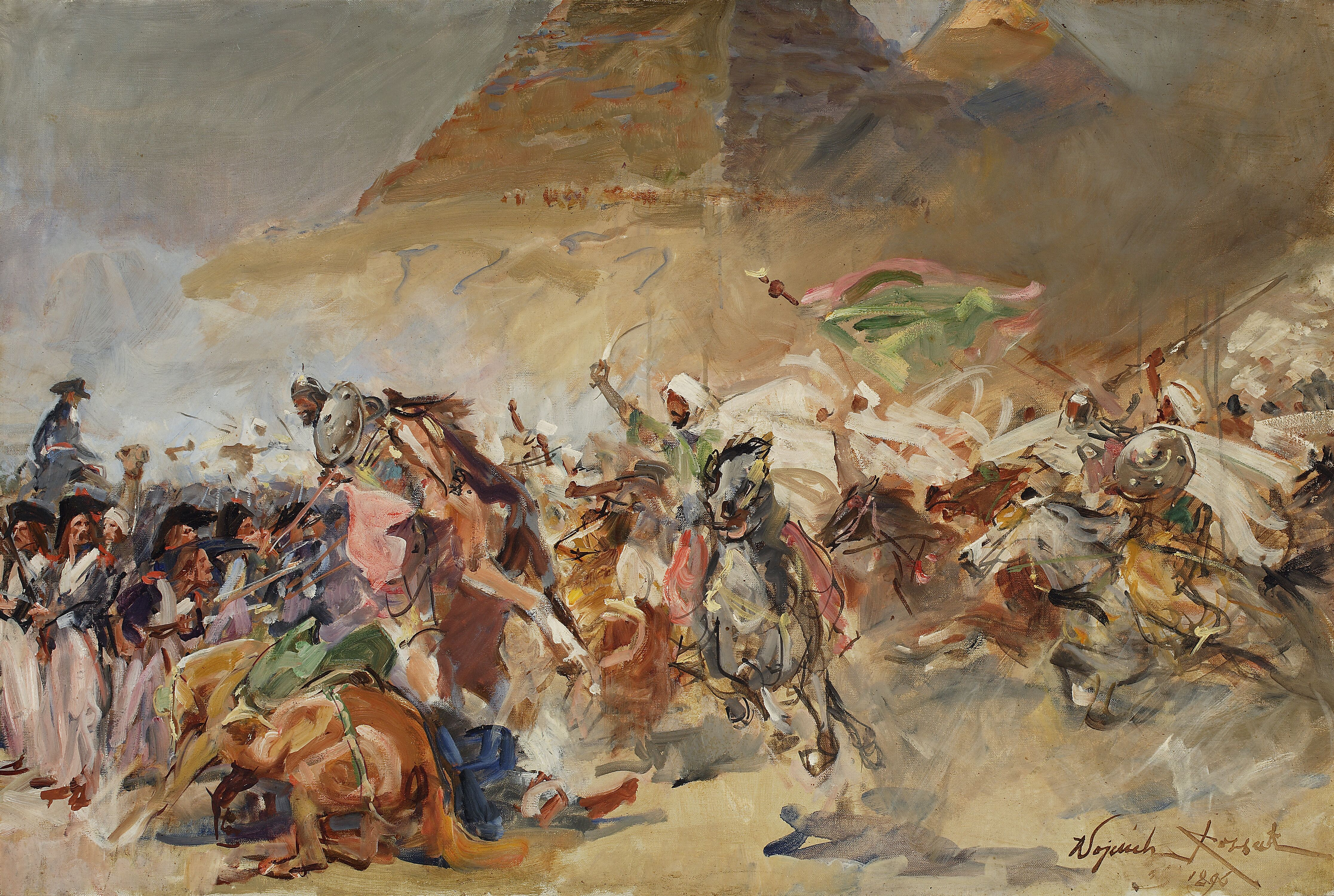
Bataille des Pyramides, peinture de Wojciech Kossak, 1896.

Bonaparte, en examinant l'ennemi remarque que les pièces qui garantissent le camp d'Embabeh ne sont pas montées sur des affûts de campagne. Les fantassins turcs n'oseront pas s'en éloigner.
Il ordonne à Desaix de prolonger sa droite pour se mettre hors de portée de l'artillerie, et d'attaquer ensuite les mamelouks, tandis que Bon, de son côté, attaquera de front les retranchements d'Embabeh. Rapidement, Mourad Bey perd la majorité de ses soldats. Une partie tente de rejoindre la base arrière mais est prise en tenaille par les différents carrés français (Reynier, Dugua et Bonaparte). Seuls un peu moins de 3 000 mamelouks parviennent à échapper aux Français et arrivent à leur camp d'Embabech. À cet instant, toute la partie gauche de l'armée française se rue sur Embabech.
Mourad s'aperçoit du mouvement des Français et en devine l'intention. Il donne alors l'ordre à sa cavalerie de charger les colonnes françaises pendant leur marche. Le choc est si rapide et brutal sur les colonnes françaises, qui se forment en carrés, que ceux-ci en sont un moment ébranlés. Les charges des mamelouks se multiplient en vain face au déluge de feu qui s'abat sur les cavaliers.
La discipline des carrés français semble l'emporter sur leurs efforts désordonnés.
De nombreux mamelouks trouvent la mort devant ceux-ci, où viennent se briser tous leurs efforts. Bonaparte saisit alors ce moment décisif pour faire attaquer Embabeh.
Les généraux Bon et Menou enlèvent à la baïonnette le village et ses retranchements, tuant de nombreux mamelouks qui s'y sont retranchés.
Les Français prennent une quarantaine de pièces d'artillerie, 400 dromadaires, des richesses diverses et des vivres. Bonaparte n'aura perdu qu'une trentaine d'hommes tandis que, selon lui, 10 000 combattants ennemis (dont 7 000 Mamelouks)[réf. nécessaire] ne sortiront pas vivants des combats.

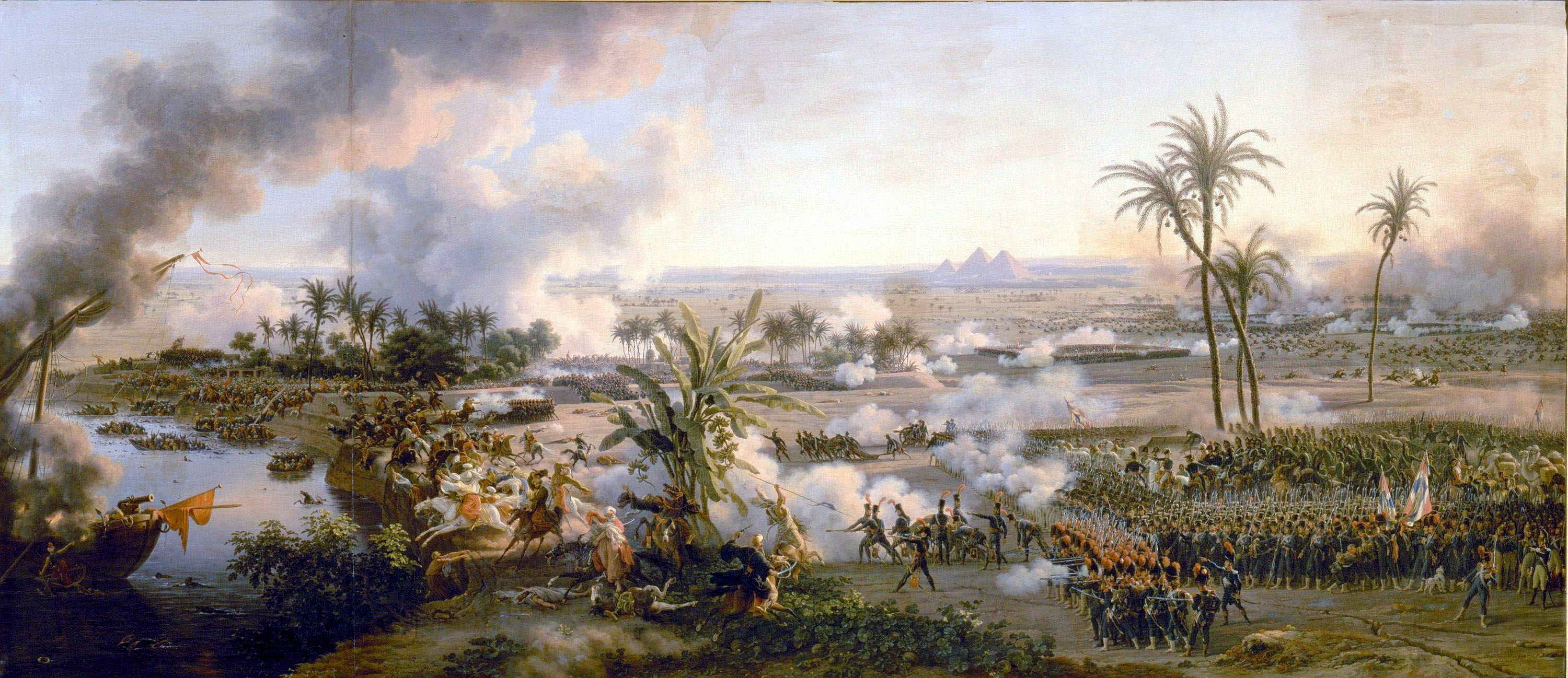
La Bataille des Pyramides vue par Louis-François Lejeune (1808).

La division turque et les fellahs sont alors resserrés entre les carrés français et le fleuve. Ils sont entièrement dispersés ou détruits. Mourad Bey, séparé de ses troupes, se retire vers Gizeh avec 2 500 cavaliers, seul reste de son armée, la majeure partie des troupes turques et des fellahs se sont sauvés à la nage en traversant le Nil.
La division de Desaix continue la poursuite au-delà des pyramides.

## Conséquences

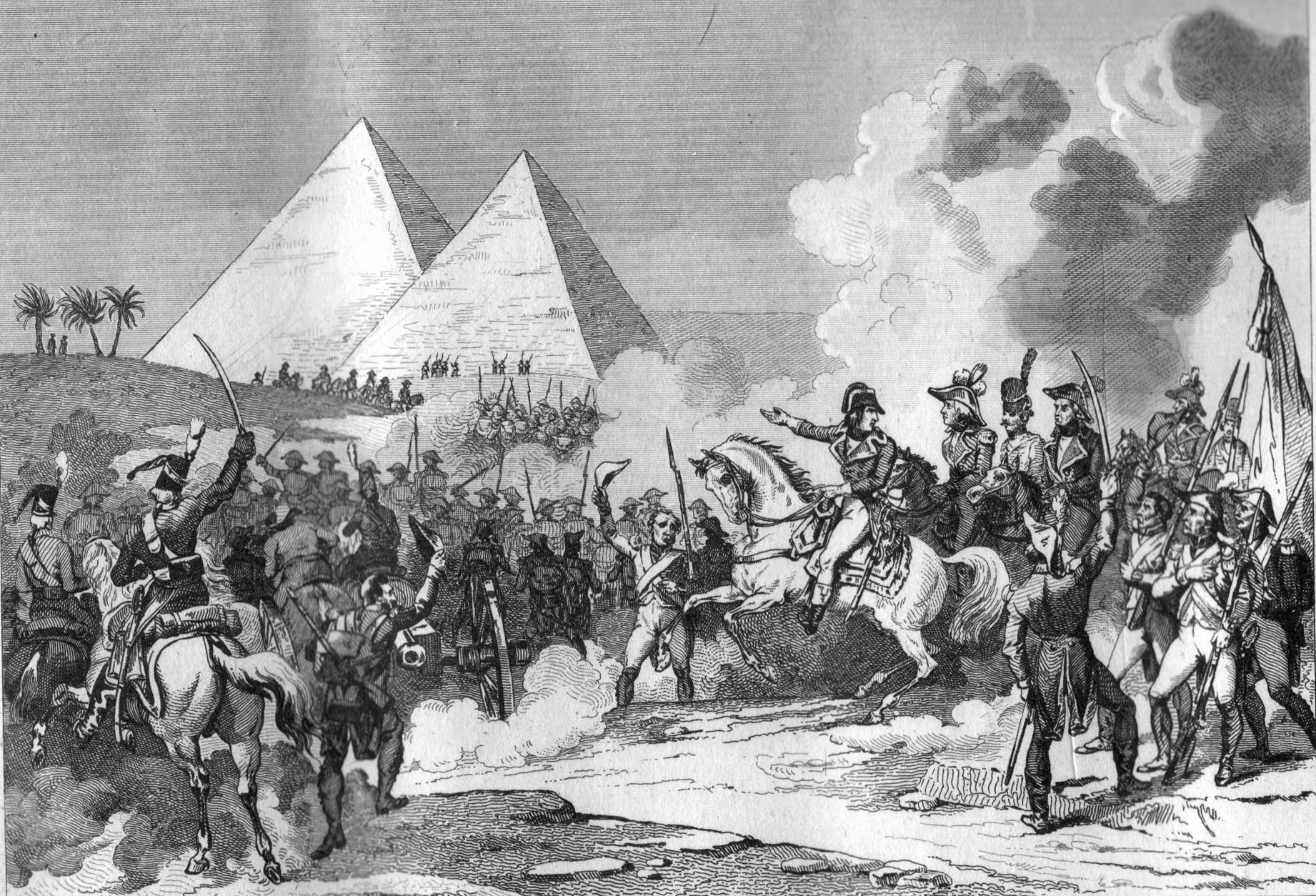

Cette bataille ouvre la route du Caire à Bonaparte qui y entre le 24 juillet. Immédiatement le jeune général lance des travaux dans la ville et s'emploie à faire de cette victoire le point de départ de recherches archéologiques et scientifiques qu'il souhaitait. Il crée alors l'Institut français du Caire.
Mais cette victoire est bien vite oubliée. Les Anglais anéantissent la flotte française dans la rade d'Aboukir. Toute retraite devient impossible. La seule solution pour Bonaparte est de continuer sur sa lancée. Il pousse ses troupes vers la Palestine dans les 6 premiers mois de 1799. Mais l'épopée devient sanglante et désastreuse. Bonaparte est obligé de rentrer discrètement en France afin de préparer son avenir politique et éviter une déroute égyptienne qui porterait son nom. Il confie alors le commandement de l'armée française d'Égypte au général Jean-Baptiste Kléber.
La défaite des mamelouks eut un impact conséquent sur la formation de l'Égypte moderne, le peuple égyptien réalisant enfin que ces mamelouks, militaires étrangers qui l'opprimaient depuis des siècles, n'étaient pas invincibles. Les mamelouks ne retrouvèrent jamais leur place politique d'avant la campagne d'Égypte, même après l'échec final de l'armée française devant la coalition ottomano-britannique appuyés par les guérillas égyptiennes.

## Dans la culture populaire

### Littérature
La bataille des Pyramides sert de point de départ à Une passion dans le désert, nouvelle d'Honoré de Balzac dont la suite se déroule pendant l'expédition de Haute-Égypte. « Épisode d'une épopée qu'on pourrait intituler Les Français en Égypte […] Lors de l'expédition entreprise par le général Desaix en Haute-Égypte, un soldat étant tombé aux mains de Maugrabins fut emmené par ces Arabes au-delà des cataractes du Nil. En ce moment, Bonaparte parcourait l'Égypte ».

### Jeux de simulations historiques
- Les Pyramides 1798, de Frédéric Bey et Marc Brandsma (série Jours de Gloire, Vae Victis no 23, 1998).
- Scénario La bataille des Pyramides, sur le jeu Morne Plaine.

### Jeux vidéo
- Bataille des Pyramides sur le jeu Napoleon: Total War, de Sega (2010).

## Lieux nommés en son honneur
- Place des Pyramides, à Paris

### Sources
- A. Hugo, France militaire. Histoire des armées françaises de terre et de mer de 1792 à 1833, t. 2, Delloye, Paris, 1835.
- L.A. Thiers, Histoire de la Révolution française, t. 10, 1834.